# Swedish Open 2023
Swedish Open 2023 (còn được biết đến với Nordea Open vì lý do tài trợ) là một giải quần vợt chuyên nghiệp thi đấu trên mặt sân đất nện ngoài trời. Giải đấu là một phần của ATP Tour 250 trong ATP Tour 2023 và WTA 125. Giải đấu diễn ra ở Båstad, Thụy Điển, từ ngày 10 đến ngày 15 tháng 7 năm 2023 (nữ), và từ ngày 17 đến ngày 23 tháng 7 năm 2023 (nam). Đây là lần thứ 75 (nam) và lần thứ 13 (nữ) giải đấu được tổ chức.

## Điểm và tiền thưởng

### Phân phối điểm
| Sự kiện | VĐ  | CK  | BK | TK | Vòng 1/16 | Vòng 1/32 | Q  | Q2 | Q1 |
| Đơn nam | 250 | 150 | 90 | 45 | 20        | 0         | 12 | 6  | 0  |
| Đôi nam | 250 | 150 | 90 | 45 | 0         | —         | —  | —  | —  |
| Đơn nữ  | 160 | 95  | 57 | 29 | 15        | 1         | —  | —  | —  |
| Đôi nữ  | 160 | 95  | 57 | 29 | 1         | —         | —  | —  | —  |

### Tiền thưởng
| Sự kiện   | VĐ      | CK      | BK      | TK      | Vòng 1/16 | Vòng 1/321 | Q2     | Q1     |
| Đơn nam   | €85,605 | €49,940 | €29,355 | €17,010 | €9,880    | €6,035     | €3,020 | €1,645 |
| Đôi nam * | €29,740 | €15,910 | €9,330  | €5,220  | €3,070    | —          | —      | —      |
| Đơn nữ    |         |         |         |         |           |            | —      | —      |
| Đôi nữ *  |         |         |         |         |           | —          | —      | —      |

1 Tiền thưởng vượt qua vòng loại cũng là tiền thưởng vòng 1/32

* mỗi đội

## Nội dung đơn ATP

### Hạt giống
| Quốc gia | Tay vợt                     | Xếp hạng1 | Hạt giống |
| -------- | --------------------------- | --------- | --------- |
| NOR      | Casper Ruud                 | 4         | 1         |
|          | Andrey Rublev               | 7         | 2         |
| ITA      | Lorenzo Musetti             | 16        | 3         |
| ARG      | Francisco Cerúndolo         | 19        | 4         |
| GER      | Alexander Zverev            | 21        | 5         |
| ARG      | Tomás Martín Etcheverry     | 32        | 6         |
| ESP      | Alejandro Davidovich Fokina | 34        | 7         |
| ARG      | Sebastián Báez              | 46        | 8         |

- 1 Bảng xếp hạng vào ngày 3 tháng 7 năm 2023.[3]

### Vận động viên khác
Đặc cách:
- Leo Borg
- Dragoș Nicolae Mădăraș
- Elias Ymer

Vượt qua vòng loại:
- Hugo Dellien
- Pavel Kotov
- Jozef Kovalík
- Filip Misolic

### Rút lui
- Tallon Griekspoor → thay thế bởi  Juan Manuel Cerúndolo
- Aslan Karatsev → thay thế bởi  Thiago Monteiro

## Nội dung đôi ATP

### Hạt giống
| Quốc gia | Tay vợt         | Quốc gia | Tay vợt          | Xếp hạng1 | Hạt giống |
| -------- | --------------- | -------- | ---------------- | --------- | --------- |
| FRA      | Fabrice Martin  | GER      | Andreas Mies     | 43        | 1         |
| BEL      | Sander Gillé    | BEL      | Joran Vliegen    | 48        | 2         |
| AUT      | Alexander Erler | AUT      | Lucas Miedler    | 78        | 3         |
| ITA      | Simone Bolelli  | ITA      | Andrea Vavassori | 85        | 4         |

- 1 Bảng xếp hạng vào ngày 3 tháng 7 năm 2023.

### Vận động viên khác
Đặc cách:
- Filip Bergevi /  Dragoș Nicolae Mădăraș
- Leo Borg /  Simon Freund

### Rút lui
- Sergio Martos Gornés /  Jaume Munar → thay thế bởi  Victor Vlad Cornea /  Sergio Martos Gornés
- Ariel Behar /  Adam Pavlásek → thay thế bởi  Ariel Behar /  Orlando Luz
- Hugo Nys /  Jan Zieliński → thay thế bởi  Diego Hidalgo /  Cristian Rodríguez

## Nội dung đơn WTA

### Hạt giống
| Quốc gia | Tay vợt           | Xếp hạng1 | Hạt giống |
| -------- | ----------------- | --------- | --------- |
| USA      | Emma Navarro      | 55        | 1         |
| KAZ      | Yulia Putintseva  | 56        | 2         |
|          | Kamilla Rakhimova | 72        | 3         |
| SWE      | Rebecca Peterson  | 75        | 4         |
| HUN      | Panna Udvardy     | 82        | 5         |
| UKR      | Kateryna Baindl   | 85        | 6         |
| USA      | Claire Liu        | 93        | 7         |
| SRB      | Olga Danilović    | 94        | 8         |
| BUL      | Viktoriya Tomova  | 99        | 9         |

- 1 Bảng xếp hạng vào ngày 3 tháng 7 năm 2023.[3]

### Vận động viên khác
Đặc cách:
- Bella Bergkvist Larsson
- Jacqueline Cabaj Awad
- Nellie Taraba Wallberg
- Lisa Zaar

Bảo toàn thứ hạng:
- Polona Hercog

Thay thế:
- Emily Appleton
- Oana Gavrilă
- Malene Helgø

### Rút lui
Trước giải đấu
- Lucia Bronzetti → thay thế bởi  Mirjam Björklund
- Léolia Jeanjean → thay thế bởi  Peangtarn Plipuech
- Anna Kalinskaya → thay thế bởi  Réka Luca Jani
- Sofia Kenin → thay thế bởi  Polona Hercog
- Nuria Párrizas Díaz → thay thế bởi  Irina Khromacheva
- Kamilla Rakhimova → thay thế bởi  Emily Appleton
- Alison Riske-Amritraj → thay thế bởi  Malene Helgø
- Clara Tauson → thay thế bởi  Nigina Abduraimova
- Jil Teichmann → thay thế bởi  Chloé Paquet
- Taylor Townsend → thay thế bởi  Oana Gavrilă
- Martina Trevisan → thay thế bởi  Louisa Chirico
- Simona Waltert → thay thế bởi  Darja Semeņistaja

## Nội dung đôi WTA

### Hạt giống
| Quốc gia | Tay vợt           | Quốc gia | Tay vợt            | Xếp hạng1 | Hạt giống |
| -------- | ----------------- | -------- | ------------------ | --------- | --------- |
| ESP      | Aliona Bolsova    | EST      | Ingrid Neel        | 120       | 1         |
| USA      | Angela Kulikov    | USA      | Sabrina Santamaria | 130       | 2         |
| JPN      | Eri Hozumi        | KOR      | Jang Su-jeong      | 164       | 3         |
|          | Irina Khromacheva | HUN      | Panna Udvardy      | 174       | 4         |

- 1 Bảng xếp hạng vào ngày 3 tháng 7 năm 2023.

## Nhà vô địch

### Đơn nam
- Andrey Rublev đánh bại  Casper Ruud, 7–6(7–3), 6–0

### Đơn nữ
- Olga Danilović đánh bại  Emma Navarro 7–6(7–4), 3–6, 6–3

### Đôi nam
- Gonzalo Escobar /  Aleksandr Nedovyesov đánh bại  Francisco Cabral /  Rafael Matos, 6–2, 6–2

### Đôi nữ
- Irina Khromacheva /  Panna Udvardy đánh bại  Eri Hozumi /  Jang Su-jeong 4–6, 6–3, [10–5]